# 東北の駅百選
東北の駅百選（とうほくのえきひゃくせん）とは、「鉄道の日」記念行事の一環として選定した日本の東北地方の特徴ある100の鉄道駅である。
2002年に「鉄道の日」記念行事の一環として、国土交通省東北運輸局管内（青森県・岩手県・秋田県・宮城県・山形県・福島県）の特徴ある駅100駅を、各事業者の自薦リストを元に選考委員会が選定した。先に関東運輸局で行われた関東の駅百選に倣ったものである。他の「駅百選」とは違い、公募によるものではなく、100駅が一度に決定・発表された。
2021年8月時点で、このうち6駅が廃駅、3駅が選定理由の駅舎消失となっている。

## 選定後の経過
- 2007年 - くりはら田園鉄道線廃止に伴い、細倉マインパーク前駅、若柳駅の2駅が廃駅[注釈 1]となる。
- 2011年 - 東北地方太平洋沖地震（東日本大震災）による津波で島越駅、大船渡駅、女川駅の3駅が被災、駅舎等が消失した（震災後、島越駅は新駅舎に建て替えられ、女川駅は内陸側に移設された）。また、夜ノ森駅は福島第一原子力発電所事故の影響で立ち入りができなくなった（2020年に営業再開）。
- 2012年 - 十和田観光電鉄線廃止に伴い、十和田市駅が廃駅となる。
- 2014年 - 岩泉線廃止に伴い、岩泉駅が廃駅となる。
- 2016年 - 北海道新幹線開業に伴い、海峡線の津軽今別駅が廃駅となる。
- 2019年 - 長井駅の選定理由となった駅舎が解体される。
- 2020年 - 大船渡線気仙沼 - 盛間の鉄道事業廃止に伴い、大船渡駅が鉄道駅としては廃駅となる。

## 選定駅一覧

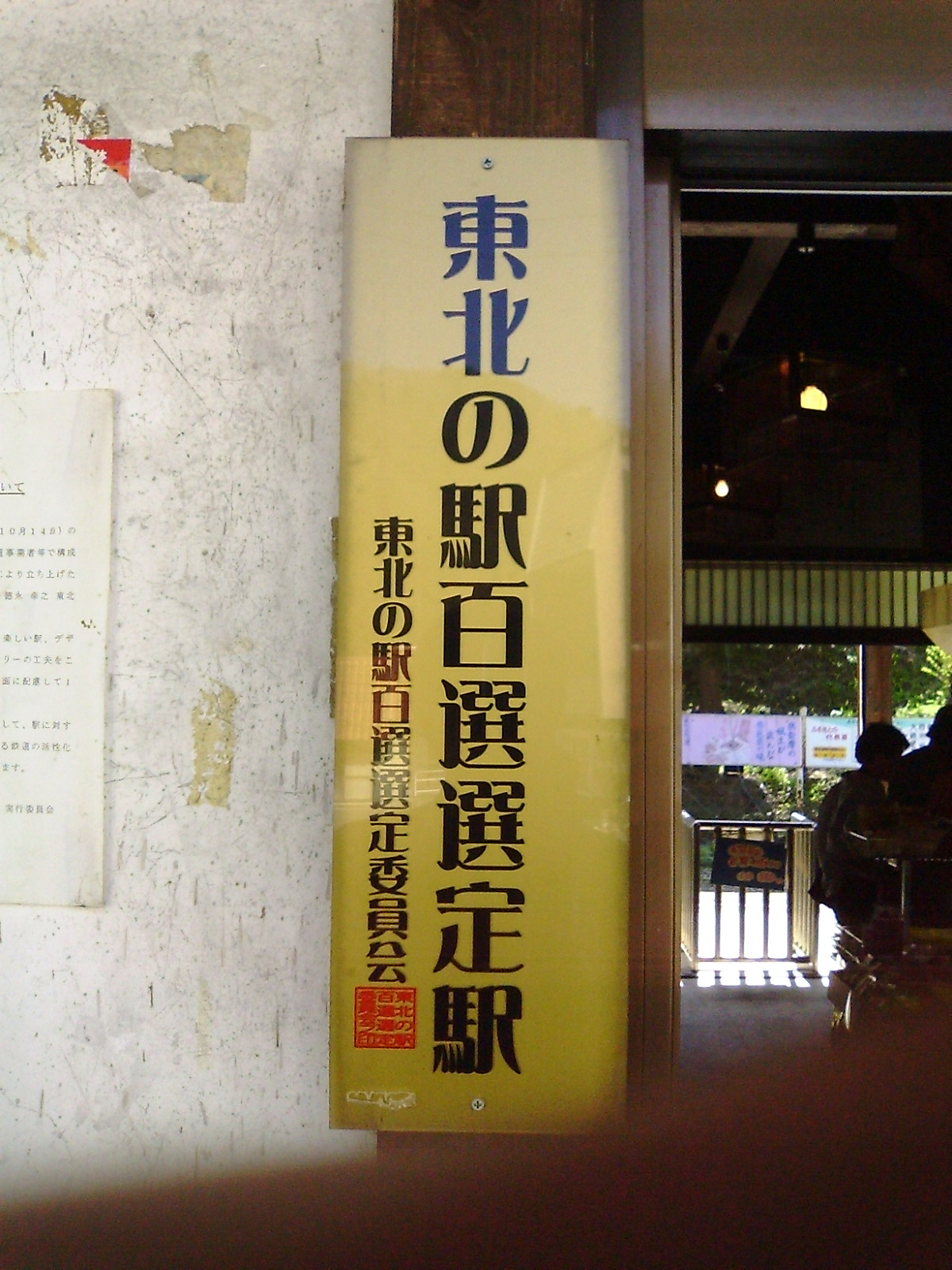

1. 角館駅（田沢湖線（秋田新幹線）、秋田県仙北市）
2. 田沢湖駅（田沢湖線（秋田新幹線）、秋田県仙北市）
3. 雫石駅（田沢湖線（秋田新幹線）、岩手県雫石町）
4. ほっとゆだ駅（北上線、岩手県西和賀町）
5. 長井駅（山形鉄道フラワー長井線、山形県長井市、2019年に駅舎解体、2021年に新駅舎に建て替え）
6. 荒砥駅（山形鉄道フラワー長井線、山形県白鷹町）
7. 五所川原駅（五能線、青森県五所川原市）
8. 木造駅（五能線、青森県つがる市）
9. 八森駅（五能線、秋田県八峰町）
10. 磐梯熱海駅（磐越西線、福島県郡山市）
11. 猪苗代駅（磐越西線、福島県猪苗代町）
12. 会津若松駅（磐越西線・只見線、福島県会津若松市）
13. 喜多方駅（磐越西線、福島県喜多方市）
14. 青森駅（奥羽本線・津軽線・青い森鉄道線（選定時は東北本線）、青森県青森市）
15. 浅虫温泉駅（青い森鉄道線（選定時は東北本線）、青森県青森市）
16. 盛岡駅（東北新幹線・東北本線・山田線・IGRいわて銀河鉄道、岩手県盛岡市）
17. 花巻駅（東北本線・釜石線、岩手県花巻市）
18. 平泉駅（東北本線、岩手県平泉町）
19. 仙台駅（東北新幹線・東北本線・仙石線・仙山線、宮城県仙台市青葉区）
20. 船岡駅（東北本線、宮城県柴田町）
21. 白石駅（東北本線、宮城県白石市）
22. 伊達駅（東北本線、福島県伊達市）
23. 福島駅（東北新幹線・東北本線・奥羽本線（山形新幹線）、福島県福島市）
24. 二本松駅（東北本線、福島県二本松市）
25. 郡山駅（東北新幹線・東北本線・磐越西線・磐越東線、福島県郡山市）
26. 須賀川駅（東北本線、福島県須賀川市）
27. 白河駅（東北本線、福島県白河市）
28. 弘前駅（奥羽本線、青森県弘前市）
29. 大館駅（奥羽本線、秋田県大館市）
30. 秋田駅（奥羽本線（秋田新幹線）、秋田県秋田市）
31. 大曲駅（奥羽本線・田沢湖線（秋田新幹線）、秋田県大仙市）
32. 院内駅（奥羽本線、秋田県湯沢市）
33. 新庄駅（奥羽本線（山形新幹線）・陸羽西線・陸羽東線、山形県新庄市）
34. 天童駅（奥羽本線（山形新幹線）、山形県天童市）
35. 山形駅（奥羽本線（山形新幹線）、山形県山形市）
36. かみのやま温泉駅（奥羽本線（山形新幹線）、山形県上山市）
37. 米沢駅（奥羽本線（山形新幹線）・米坂線、山形県米沢市）
38. 泉中央駅（仙台市地下鉄南北線・宮城県仙台市泉区）
39. 旭ヶ丘駅（仙台市地下鉄南北線、宮城県仙台市青葉区）
40. 広瀬通駅（仙台市地下鉄南北線、宮城県仙台市青葉区）
41. 陸中野田駅（三陸鉄道リアス線（選定時は北リアス線）、岩手県野田村）
42. 田野畑駅（三陸鉄道リアス線（選定時は北リアス線）、岩手県田野畑村）
43. 島越駅（三陸鉄道リアス線（選定時は北リアス線）、岩手県田野畑村、2011年に消失、2014年に新駅舎に建て替え）
44. 綾里駅（三陸鉄道リアス線（選定時は南リアス線）、岩手県大船渡市）
45. 男鹿駅（男鹿線、秋田県男鹿市）
46. 大船渡駅（大船渡線、岩手県大船渡市、2011年に消失、2020年に廃止[注釈 2]）
47. 三厩駅（津軽線、青森県外ヶ浜町）
48. 気仙沼駅（大船渡線・気仙沼線、宮城県気仙沼市）
49. 大湊駅（大湊線、青森県むつ市）
50. 久慈駅（八戸線・三陸鉄道リアス線、岩手県久慈市）
51. 阿仁前田温泉駅（秋田内陸縦貫鉄道秋田内陸線、秋田県北秋田市、選定時の名称は阿仁前田駅）
52. 阿仁合駅（秋田内陸縦貫鉄道秋田内陸線、秋田県北秋田市）
53. 阿仁マタギ駅（秋田内陸縦貫鉄道秋田内陸線、秋田県北秋田市）
54. 鹿角花輪駅（花輪線、秋田県鹿角市）
55. 遠野駅（釜石線、岩手県遠野市）
56. 小国駅（米坂線、山形県小国町）
57. 湯野上温泉駅（会津鉄道会津線、福島県下郷町）
58. 塔のへつり駅（会津鉄道会津線、福島県下郷町）
59. 会津田島駅（会津鉄道会津線、福島県南会津町）
60. 有備館駅（陸羽東線、宮城県大崎市）
61. 鳴子温泉駅（陸羽東線、宮城県大崎市）
62. 飯坂温泉駅（福島交通飯坂線、福島県福島市）
63. 石巻駅（石巻線・仙石線、宮城県石巻市）
64. 松島海岸駅（仙石線、宮城県松島町）
65. 本塩釜駅（仙石線、宮城県塩竈市）
66. 宮古駅（山田線・三陸鉄道リアス線（選定時は北リアス線）、岩手県宮古市）
67. 釜石駅（釜石線・三陸鉄道リアス線（選定時は山田線・南リアス線）、岩手県釜石市）
68. 寒河江駅（左沢線、山形県寒河江市）
69. 女川駅（石巻線、宮城県女川町、2011年に消失、2015年に移設）
70. 角田駅（阿武隈急行線、宮城県角田市）
71. あぶくま駅（阿武隈急行線、宮城県丸森町）
72. 保原駅（阿武隈急行線、福島県伊達市）
73. やながわ希望の森公園前駅（阿武隈急行線、福島県伊達市）
74. 会津坂下駅（只見線、福島県会津坂下町）
75. 会津柳津駅（只見線、福島県柳津町）
76. 会津川口駅（只見線、福島県金山町）
77. 古口駅（陸羽西線、山形県戸沢村）
78. 矢祭山駅（水郡線、福島県矢祭町）
79. 亘理駅（常磐線、宮城県亘理町）
80. 相馬駅（常磐線、福島県相馬市）
81. 夜ノ森駅（常磐線、福島県富岡町）
82. 勿来駅（常磐線、福島県いわき市）
83. 羽後本荘駅（羽越本線、秋田県由利本荘市）
84. 象潟駅（羽越本線、秋田県にかほ市）
85. 酒田駅（羽越本線、山形県酒田市）
86. 鶴岡駅（羽越本線、山形県鶴岡市）
87. 芦野公園駅（津軽鉄道線、青森県五所川原市）
88. 愛子駅（仙山線、宮城県仙台市青葉区）
89. 山寺駅（仙山線、山形県山形市）
90. 三春駅（磐越東線、福島県三春町）
91. 十和田市駅（十和田観光電鉄線、青森県十和田市、2012年に廃止）
92. 中央弘前駅（弘南鉄道大鰐線、青森県弘前市）
93. 平賀駅（弘南鉄道弘南線、青森県平川市）
94. 津軽尾上駅（弘南鉄道弘南線、青森県平川市）
95. 津軽今別駅（海峡線、青森県今別町、2016年に廃止[注釈 3]）
96. 青函トンネル記念館駅（青函トンネル記念館青函トンネル竜飛斜坑線、青森県外ヶ浜町）
97. 細倉マインパーク前駅（くりはら田園鉄道線、宮城県栗原市、2007年に廃止[注釈 1]）
98. 若柳駅（くりはら田園鉄道線、宮城県栗原市、2007年に廃止[注釈 1]）
99. 岩泉駅（岩泉線、岩手県岩泉町、2014年に廃止[注釈 4]）
100. 矢島駅（由利高原鉄道鳥海山ろく線、秋田県由利本荘市）

## 関連記事
- 関東の駅百選
- 中部の駅百選
- 近畿の駅百選